# 前768年
| 千纪： | 前1千纪 |
| 世纪： | 前9世纪 \| 前8世纪 \| 前7世纪 |
| 年代： | 前790年代 \| 前780年代 \| 前770年代 \| 前760年代 \| 前750年代 \| 前740年代 \| 前730年代 |
| 年份： | 前773年 \| 前772年 \| 前771年 \| 前770年 \| 前769年 \| 前768年 \| 前767年 \| 前766年 \| 前765年 \| 前764年 \| 前763年                                                                                                |
| 纪年： | 癸酉年（雞年）；周平王三年；周攜王三年；魯惠公元年；齊莊公二十七年；晉文侯十三年；秦襄公十年；楚若敖二十三年；宋戴公三十二年；衛武公四十五年；陳平公十年；蔡釐侯四十二年；曹惠伯二十八年；鄭武公三年；燕頃侯二十三年 |

## 大事記
- 齊國消滅祝國。[1]